# Obersaxen
Obersaxen (en romanche: Sursaissa) es una comuna suiza del cantón de los Grisones, situada en el distrito de Surselva, círculo de Ruis/Rueun. Limita al norte con las comunas de Breil/Brigels, Waltensburg/Vuorz y Rueun, al este con Mundaun, Vella, Degen y Vignogn, al sur con Lumbrein, y al oeste con Sumvitg y Trun.

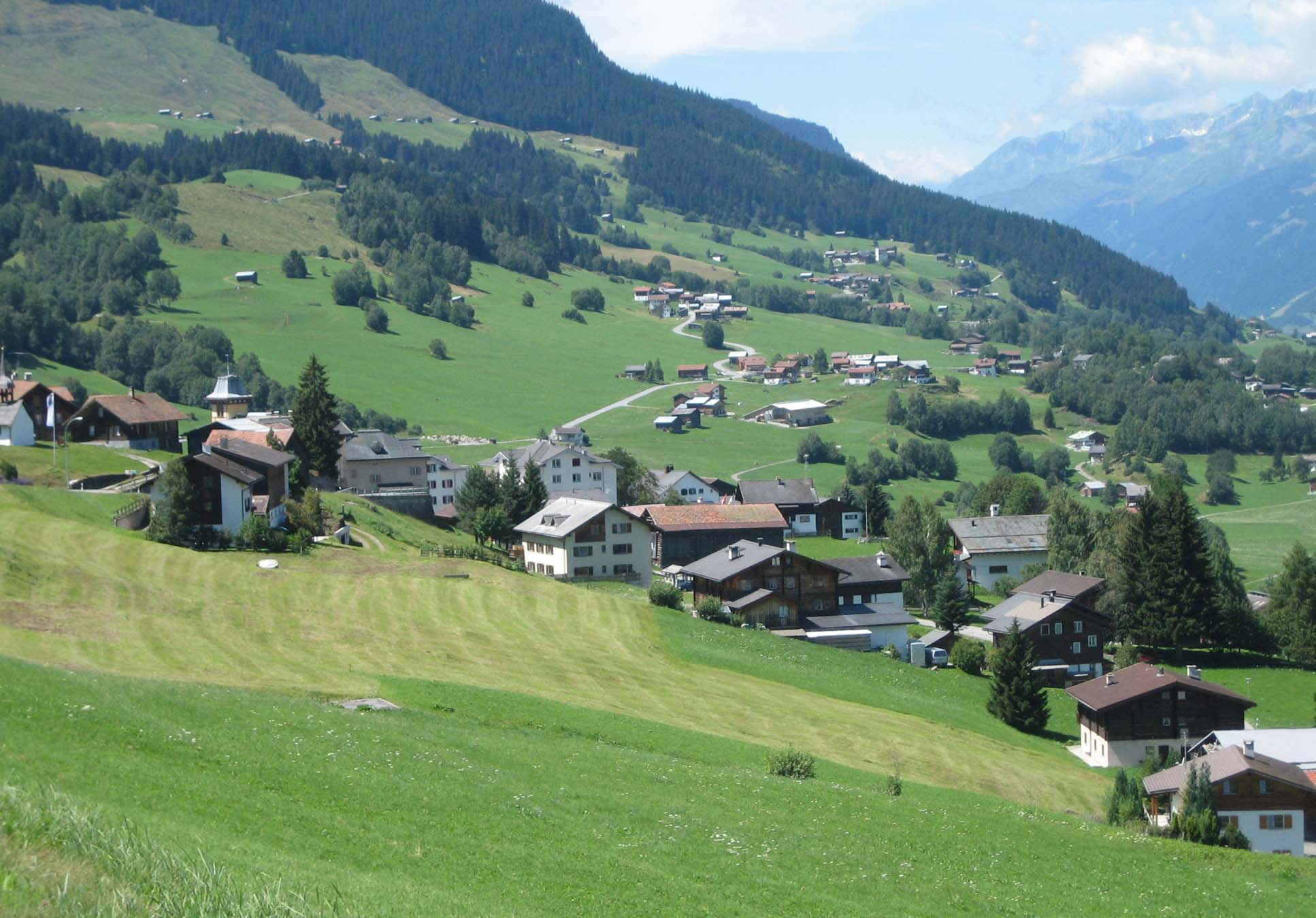
Vista de Obersaxen.